# Cirrodes phoenicia
Cirrodes phoenicia är en fjärilsart som beskrevs av George Francis Hampson 1910. Cirrodes phoenicia ingår i släktet Cirrodes och familjen nattflyn. Inga underarter finns listade i Catalogue of Life.